# Décennie 1500 en architecture
| Années de l'architecture : 1497 - 1498 - 1499 - 1500 - 1501 - 1502 - 1503    |
| Décennies de l'architecture : 1470 - 1480 - 1490 - 1500 - 1510 - 1520 - 1530 |

Cet article présente les faits marquants de la décennie 1500 en architecture.

## Événements
- 1503-1513 : pontificat de Jules II.  Il devient le mécène de Bramante, Raphaël et Michel-Ange[1].
- 28 janvier 1505 : incendie du Fontego dei Tedeschi à Venise. Il est reconstruit immédiatement et achevé le 1er août 1508[2].

## Réalisations
- 1498-1503 : construction de l'aile Louis XII du château de Blois en pierre et brique dans le style flamboyant[3].
- 1499-1507 : Jehan de Beauce réalise la façade flamboyante de l'abbatiale de la Trinité de Vendôme[4].

- 17 août 1500 : Bramante travaille à Rome sur le projet du cloître de Sainte-Marie-de-la-Paix (Santa Maria della Pace), achevé en 1504[5].
- 1501 :
  - construction du market cross de Chichester[6].
  - début de la construction du palais ducal de Vila Viçosa au Portugal[7].
- 1501-1505 : construction de la mosquée Bayezid II à Constantinople (aujourd'hui Istanbul)[8].

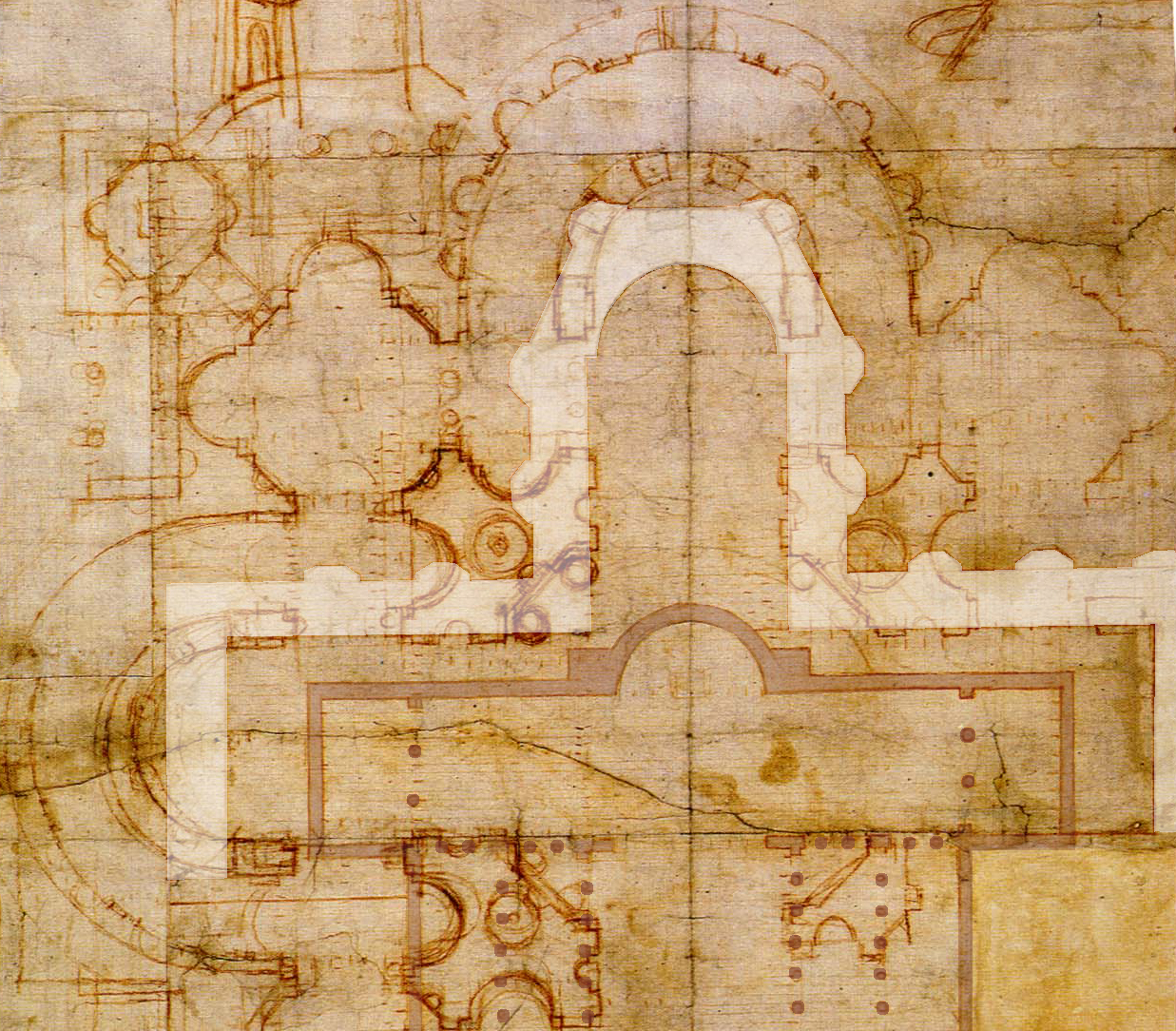
Plan du nouveau projet de construction de Bramante pour Saint-Pierre de Rome (Galerie des Offices Florence - U A 20).

- Vers 1501-1506 : début de la construction de l'hôtel de Bourgtheroulde, à Rouen[9].
- 6 janvier 1502 (ou 1501) : début de la construction du monastère des Hiéronymites à Belém (Portugal). Commencée par Boitac (1502-1517), elle ne s’achève que 70 ans plus tard[10].
- 28 février 1502 : la construction de l'église Sainte-Marie de Gdańsk, commencée en 1379, est achevée[11].
- 1502-1516 : début de la construction du château de Wawel à Cracovie par Francesco Fiorentino, puis continuée par Bartolomeo Berrecci (it) jusqu'en 1535[12].
- Vers 1502-1509 : début de la reconstruction du château de Gaillon en Normandie par Colin Biart et Guillaume Senault pour le cardinal Georges d'Amboise, premier château construit en style renaissance en France[13].
- 1502-1510 : construction du Tempietto de San Pietro in Montorio,  au centre d'une des cours du couvent San Pietro in Montorio, à Rome dessiné par Bramante[14].
- 4 janvier 1503 : début de la construction de l'hôtel de Bernuy à Toulouse[15].
- 1503: début de la construction de la cathédrale Saint-Edmundsbury, en Angleterre, par le maître-maçon John Wastell (en)[16].
- 1503-1519 : construction de la chapelle d'Henry VII, à l'abbaye de Westminster dotée de voûtes en éventail, conçues par Robert (en) et William Vertue (en)[17].
- 1503-1522 : construction du mur d'enceinte de Vilnius, qui comprend la Porte de l'Aurore[18].
- 1504-1505 : début des travaux de la cour du Belvédère dans le palais du Vatican à Rome par Bramante[19]. Il reprend des éléments de villas antiques (villa d'Hadrien à Tivoli) qu'il adapte à un programme contemporain.
- 1505-1508 : Alevisio Novi reconstruit la collégiale de l’Archange à Moscou[20].

- 18 avril 1506 : début de la construction de la nouvelle basilique Saint-Pierre de Rome. Les travaux sont confiés successivement à Bramante jusqu'en 1514, puis à Raphaël, Antonio da Sangallo le Jeune, Michel-Ange et Le Bernin, avec à chaque fois des modifications importantes (abandon du plan en croix grecque pour une croix latine notamment, puis reprise de la croix grecque par Michel-Ange, puis abandon de nouveau). Les travaux s'achèvent en 1614[21].
- 27 août 1506 : début de la construction du monastère royal de Brou[22].

- 6 octobre 1506 : la cathédrale de Séville est achevée par Alonso Rodríguez[23].
- 1507-1552 : construction de l'église Santa Maria di Loreto à Rome. La coupole est achevée vers 1573-1576 par Giacomo Del Duca[24].

- 1509-1607 : construction de l'église Santa Maria della Consolazione de Todi en Italie[25].
- 1507-1537 : reconstruction du château du Wawel à Cracovie dirigé par l'architecte italien Francesco Fiorentino, puis Bartolommeo Berrecci (en) et Benoît de Sandomierz (pl)[26].

- Avant 1509 : fin de la construction du château d'Argy (Indre)[27].

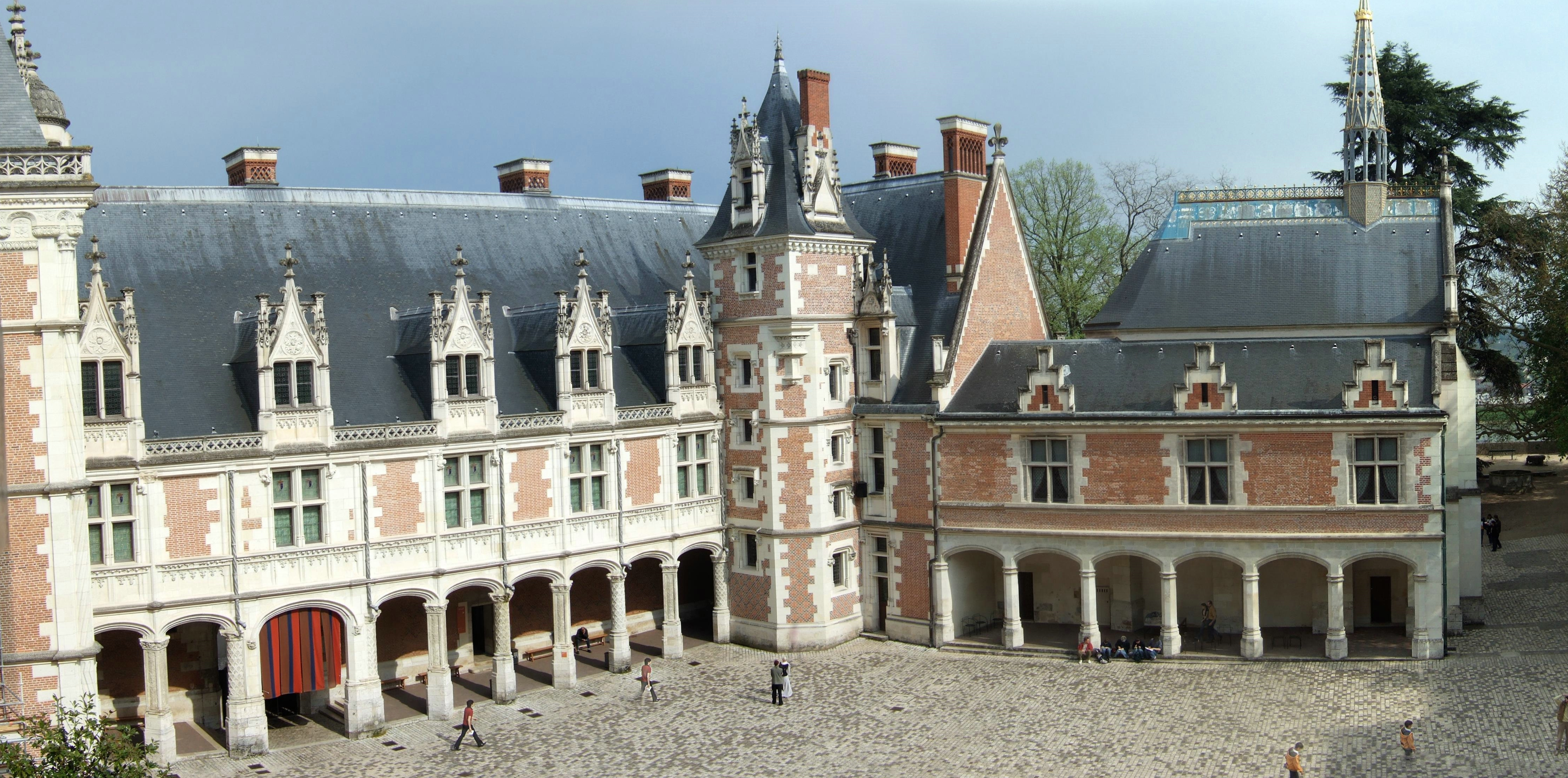
L'aile Louis-XII du château de Blois.
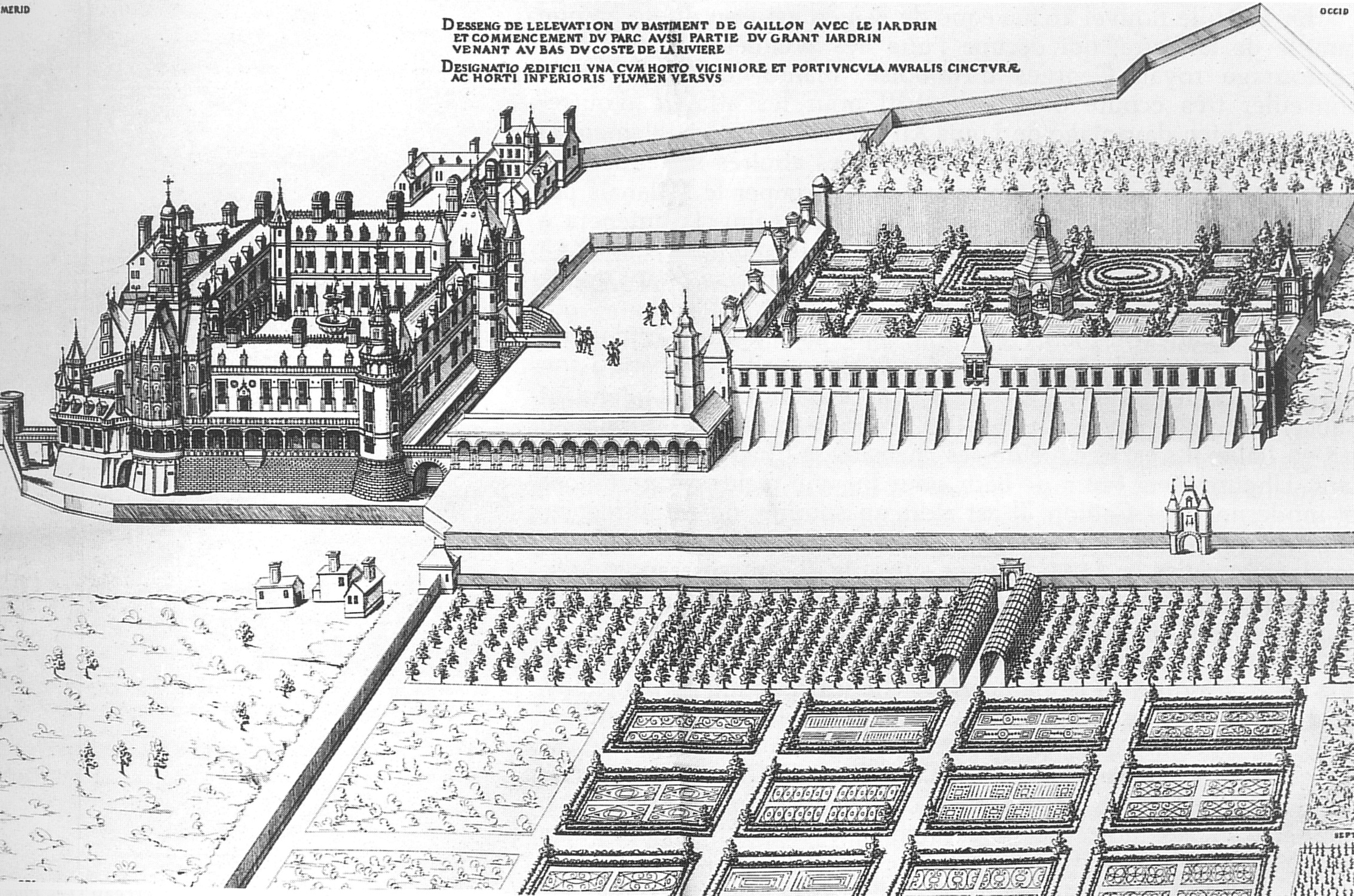
Château de Gaillon, gravure de Jacques Androuet du Cerceau, 1576.
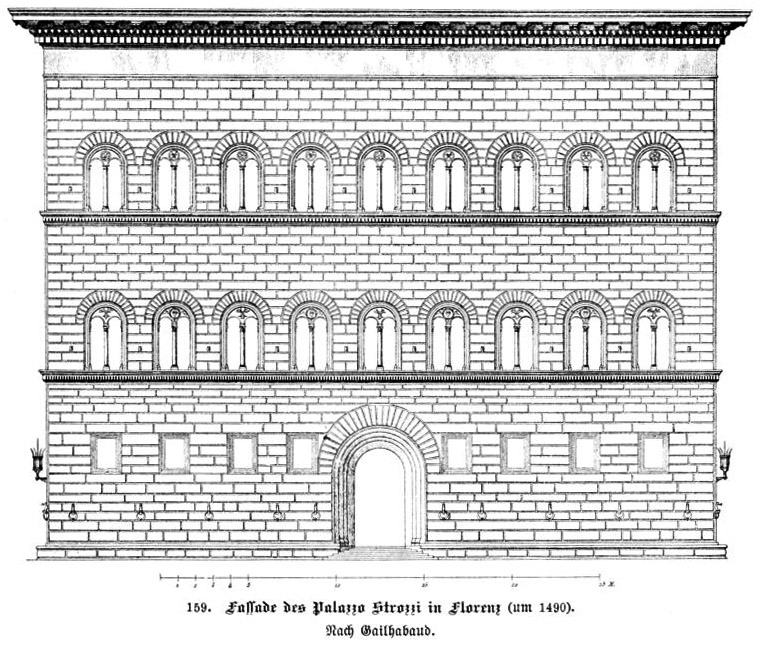
Élévation du palais Strozzi à Florence.
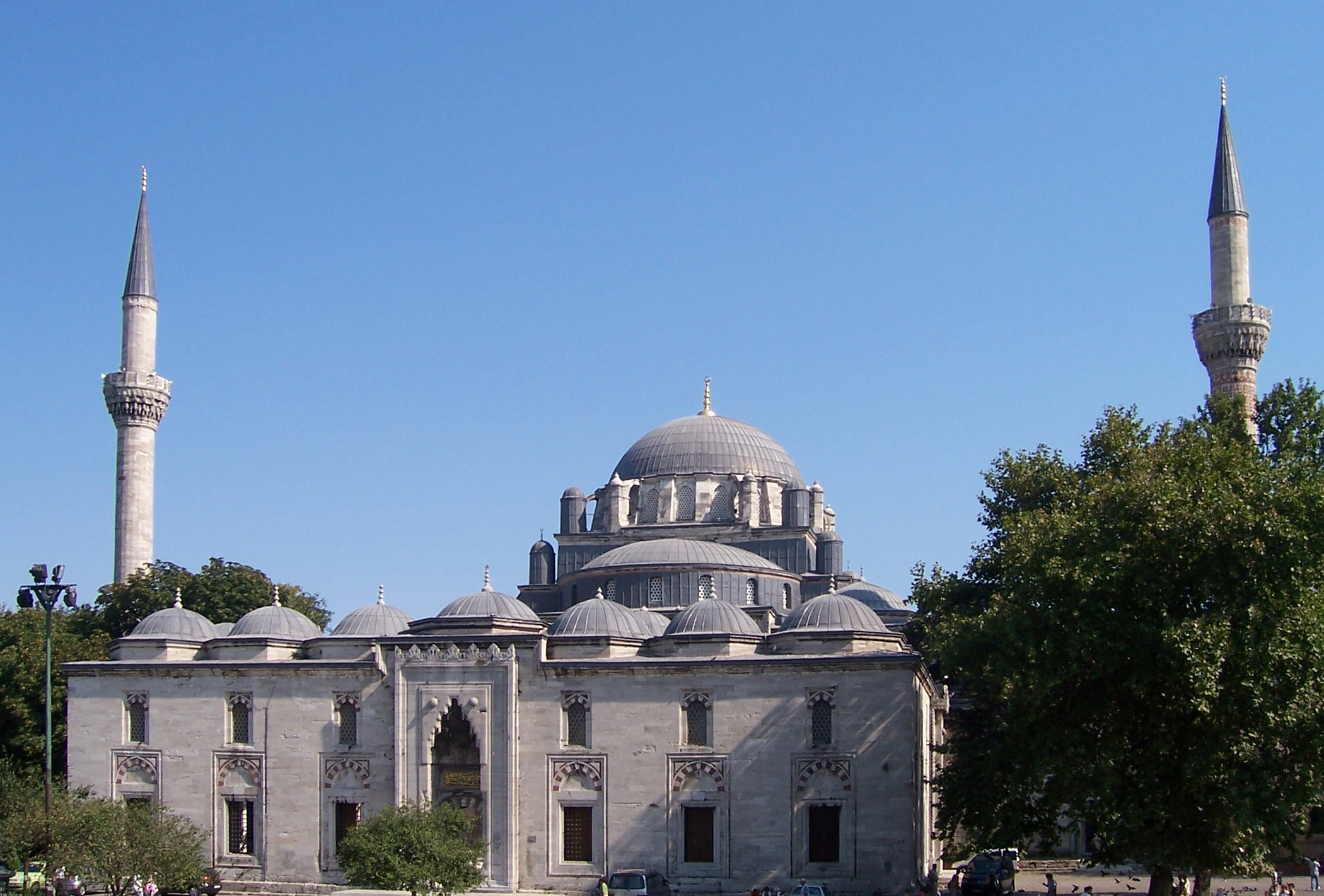
Mosquée Bayazid II à Istanbul.
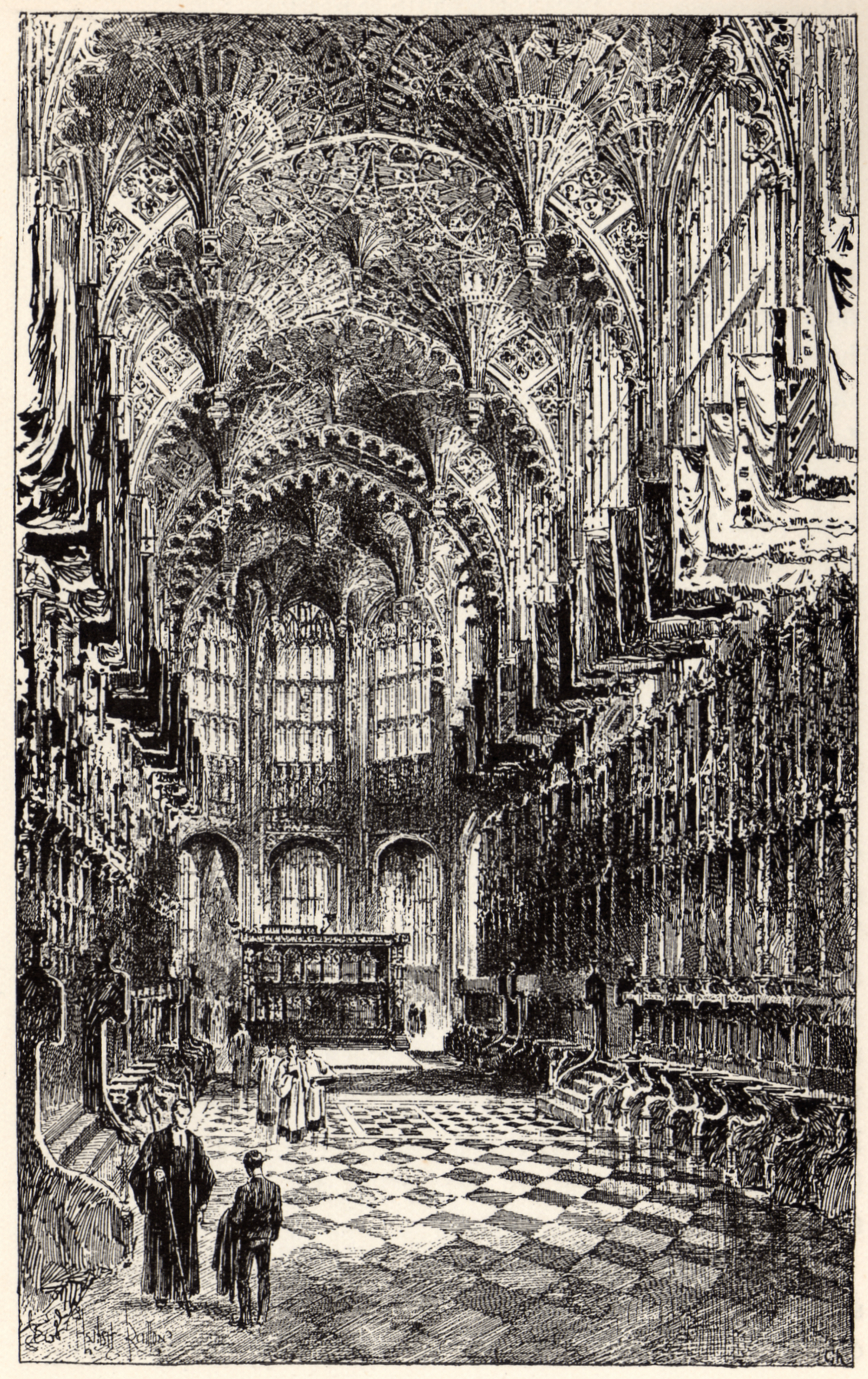
Voûtes en éventail de la chapelle d'Henry VII.
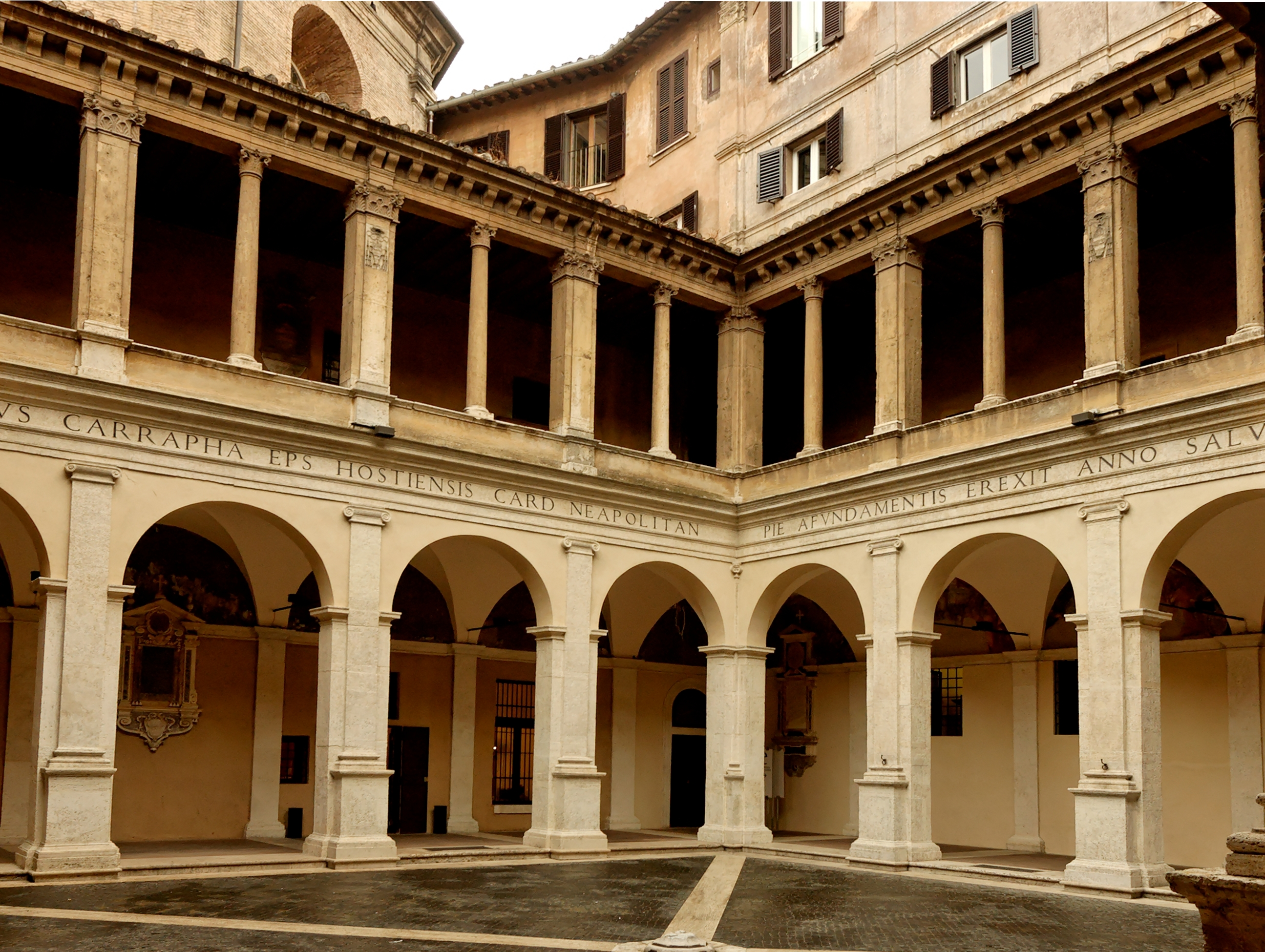
cloître de Santa Maria della Pace.
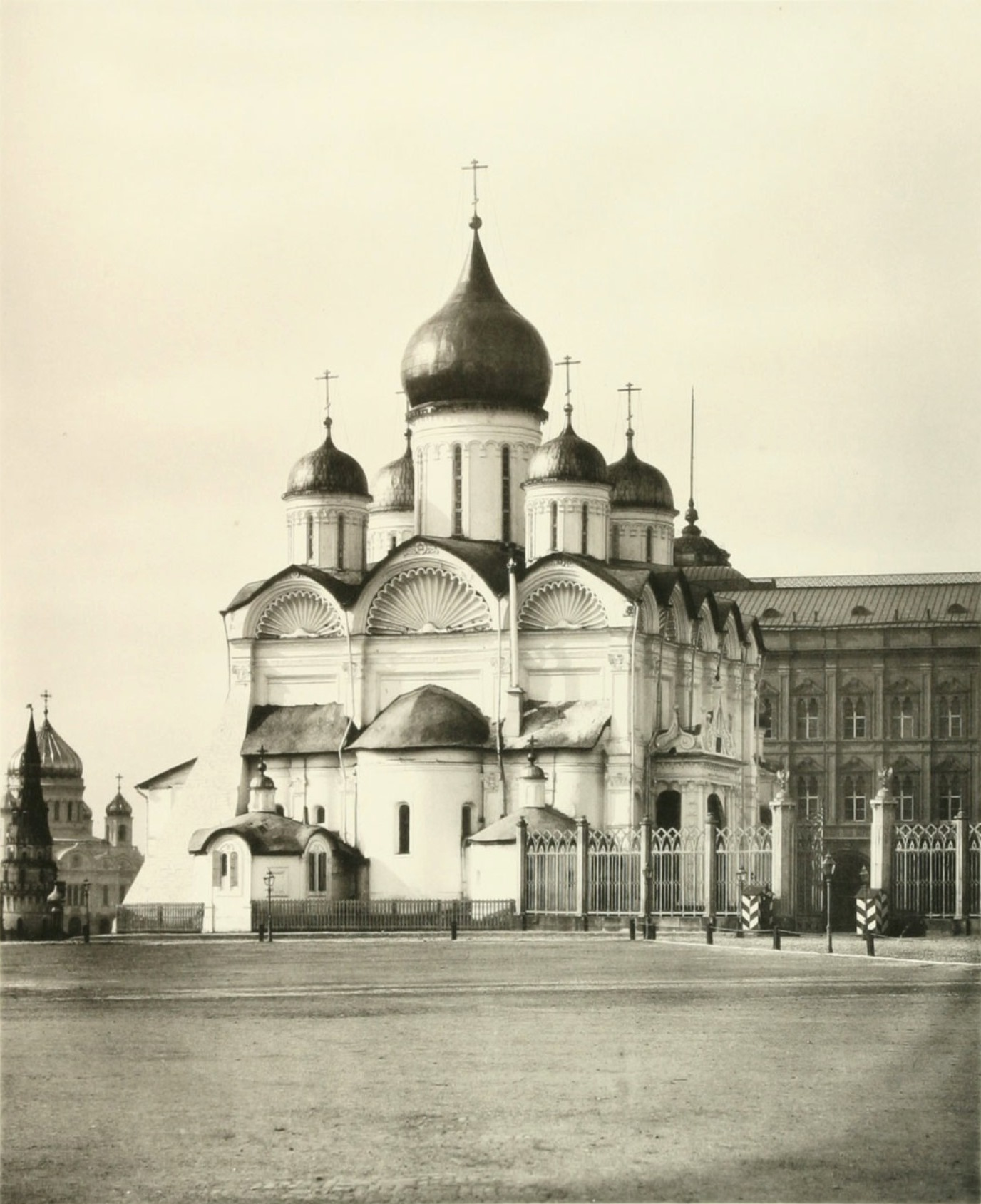
Cathédrale de l'Archange-Saint-Michel de Moscou.

## Naissances
- 1er octobre 1507 : Giacomo Barozzi da Vignola († 1573)
- 8 novembre 1508 : Andrea Palladio († 1580)

## Décès
- 1502 : Francesco di Giorgio Martini (° 23 septembre 1439)
- 1504 : Mauro Codussi (° 1440)